# Султанка зондська
Султанка зондська (Porphyrio indicus) — вид журавлеподібних птахів родини пастушкових (Rallidae). Поширений в Південно-Східній Азії. Колись вважалося, що це підвид султанки пурпурової, яка схожа за формою, але має більший лобний щит, чорну верхівку та чорнуваті боки голови.

## Поширення
Цей вид широко поширений на Суматрі, Яві, південно-східному Борнео, Сулавесі та півдні Філіппін.